# Skolakuten
Skolakuten är ett program från Utbildningsradion som leds av programledaren John Carlsson.
Bakgrunden till programmet är den ökande kritiken mot den svenska skolan och de försämrade resultat som redovisats i internationella undersökningar. Kritiker har hävdar dock att Skolakuten förespråkar just en sådan pedagogik som orsakat de problem som idag existerar.
Skolakutens program fokuserar på diskussion kring vardagssituationer, en mindre aktiv lärarroll och att ha en stökig skolmiljö som ett sätt att stimulera elevernas kreativitet. Kunskaper och färdigheter tonas ner däremot.
Ett program om matematik ledde till en storm av protester.